# Oreste (Voltaire)
Oreste ist eine Tragödie in fünf Aufzügen von Voltaire. Der Oreste wurde mit zunächst mäßigem Erfolg am 12. Januar in der Comédie-Française uraufgeführt. Erst die Wiederaufnahme des Stückes 1761 geriet zum Erfolg.

## Handlung
Akt 1
Die Handlung spielt am Strand des Meeres, umgeben von einem Wald, einem Tempel, einem Palast und einem Grab. In der Ferne liegt Argos. Agamemnon wurde nach seiner Rückkehr aus Troja von seiner Frau Clytemnestre (Klytaimnestra) und deren Geliebtem Égiste (Aigisthos) ermordet. Électre (Elektra) will das Blut Agamemnons rächen. Sie weiß nicht, ob ihr Bruder Oreste noch lebt. Sie ruft ihn an, dass er komme, damit sie ihn zur Rache leite. Clytemnestre schaudert, denn ein Orakel soll prophezeit haben, dass Oreste eines Tages seine mörderische Hand auf sie und Égiste legen werde.
Akt 2
Oreste und sein Freund Pylade sind auf der Wanderschaft. Der Greis Pammène sagt ihnen, dass sie sich auf dem Territorium Égistes befinden und zeigt ihnen das Grab Agamemnons. Am Hof weigert sich Électre, Plistène, Égistes Sohn, zu heiraten. Von ihrer Schwester Iphise erfährt sie, dass ihr Bruder noch lebe und am Hof anwesend sei.
Akt 3
16 Jahre nach der Mordtat ist Oreste in Begleitung Pylades und Pammènes zurückgekehrt, um den Vater zu rächen und Électre aus der Sklaverei zu befreien. Gegenüber seiner Schwester gibt er sich zunächst nicht zu erkennen: Die mitgebrachte Urne enthalte die sterblichen Überreste Orestes. Égiste nimmt die Nachricht vom Tod des Königssohns erleichtert auf. – Bald erfährt er vom Tod seines eigenen Sohnes.
Akt 4
Électre ruft die Euméniden an: Die Rachegöttinnen sollen sie bewaffnen. Oreste gibt sich seiner Schwester zu erkennen. Beide besprechen ihr weiteres Vorgehen: Die Orakel und die Götter sind ihnen günstig.
Akt 5
Égiste hegt einen Verdacht im Hinblick auf Oreste, weiß aber nicht, ob es sich bei einem der beiden Neuankömmlinge um den Königssohn handelt. Er gibt den Befehl, dass beide hingerichtet werden, doch wird der Befehl nicht ausgeführt. Jetzt schreitet Oreste zur Tat. Clytemnestre beschwört ihren Sohn, Égiste zu verschonen, doch die Euméniden treiben ihn zum Mord: Er erschlägt den Tyrannen und seine eigene Mutter. Gegenüber Électre sagt Oreste, er sei es nicht selbst gewesen: Eine schreckliche Macht habe seine Schläge geleitet.

## Literarische Vorlage und biografische Bezüge
Voltaire bearbeitete im Laufe des Jahres 1749 auf das Neue die bereits mehrfach auf die Bühne gebrachte Elektra des Sophokles. Der spätere Zensor Prosper Jolyot Crébillon hatte bereits 1708 den Stoff zur Tragödie Électre verarbeitet. Voltaire bemühte sich wiederholt, den Erfolgsautor Crébillon durch Neubearbeitungen in den Schatten zu stellen.

## Aufführungen und zeitgenössische Rezeption
Der Oreste wurde am 12. Januar 1750 in der Comédie-Française vor 976 Besuchern uraufgeführt. Voltaire ließ vor der Aufführung einen Prolog verlesen, in dem er wenig glaubwürdig beteuerte, sich nicht mit der Vorlage Crébillons messen zu wollen. Vor der zweiten Aufführung, nach einer Pause von sieben Tagen, nahm er einige Anpassungen vor. Der Oreste wurde aber bereits nach der achten Aufführung vom Spielplan genommen. Der Durchbruch gelang erst 1761 nach der Wiederaufnahme des Stückes.

## Drucklegung
Voltaire besorgte den Druck noch im Januar 1750 bei Mercier und Lambert. Friedrich II. bestätigte am 25. April 1750, ein Exemplar erhalten zu haben.

## Beigabe
Voltaire stellte dem Oreste einen Brief an seine Förderin, die literarisch interessierte Herzogin von Maine Louise Bénédicte de Bourbon, mit Erläuterungen zur griechischen Tragödie voran. Der Erstausgabe folgt auf dem Seiten 205 bis 212 der Lettre à M. le Maréchal de Schullembourg. Génélal des Vénetiens.

## Erste Ausgaben
- Oreste Mercier und Lambert, Paris, 214 S.
- Oreste, Tragédie, Par M. De Voltaire Mercier und Lambert, Paris, 68 S.